# Борнхаген
Борнхаген (њем. Bornhagen) општина је у њемачкој савезној држави Тирингија. Једно је од 89 општинских средишта округа Ајхсфелд. Према процјени из 2010. у општини је живјело 323 становника. Посједује регионалну шифру (AGS) 16061014.

## Географски и демографски подаци
Борнхаген се налази у савезној држави Тирингија у округу Ајхсфелд. Општина се налази на надморској висини од 300 метара. Површина општине износи 6,6 km². У самом мјесту је, према процјени из 2010. године, живјело 323 становника. Просјечна густина становништва износи 49 становника/km².